# Meyssenburg
Die Meyssenburg ist eine alte Befestigungsanlage aus dem 13. Jahrhundert westlich des Simmerather Ortsteils Huppenbroich in der Städteregion Aachen. Sie geht zurück auf den Ritter Evrard de Meyssemburg, der 1214 anlässlich einer Hochzeit erwähnt wurde. Es handelt sich dabei vermutlich um eine Motte bzw. eine Turmhügelburg, also eine frühe Wasserburganlage. Für Fachleute ist eine Zweiteilung in eine Haupt- und Vorinsel zu erkennen. Der vermutlich in Holzbauweise errichtete Burgtyp hat einen fast rechteckigen Grundriss. Lange hatte diese Anlage keinen Bestand, vermutlich wurde sie schon im gleichen Jahrhundert entweder zerstört oder aufgegeben.
Zwischenzeitlich wurde dieses Bodendenkmal von dem Historiker Elmar Neuß dem Lehnshof Eicherscheid, auch bekannt als Lehnshof Huppenbroich, zugeschrieben. Die heute im Gelände noch sichtbaren Reste stammen demnach nicht von der Burg, sondern von dem Lehnshof des Herzogs von Jülich. Dieser sei nach 1435 entstanden, 1473 erstmals erwähnt und anlässlich einer Teilung im Jahr 1638 eingehend beschrieben. Später verfiel die Anlage. Ab Mitte des 18. Jahrhunderts gibt es keine weiteren Einträge mehr über den Lehnshof.
Auf der historischen Karte von Tranchot sind jedoch die Reste noch deutlich zu erkennen. Am 13. Januar 2014 wurde das Bodendenkmal unter dem Namen Befestigung Meyssenburg in die Denkmalliste von Simmerath eingetragen. Heute ist es oberflächlich kaum noch zu erkennen, auch weil das Gebiet als Müllkippe von Huppenbroich genutzt wurde.

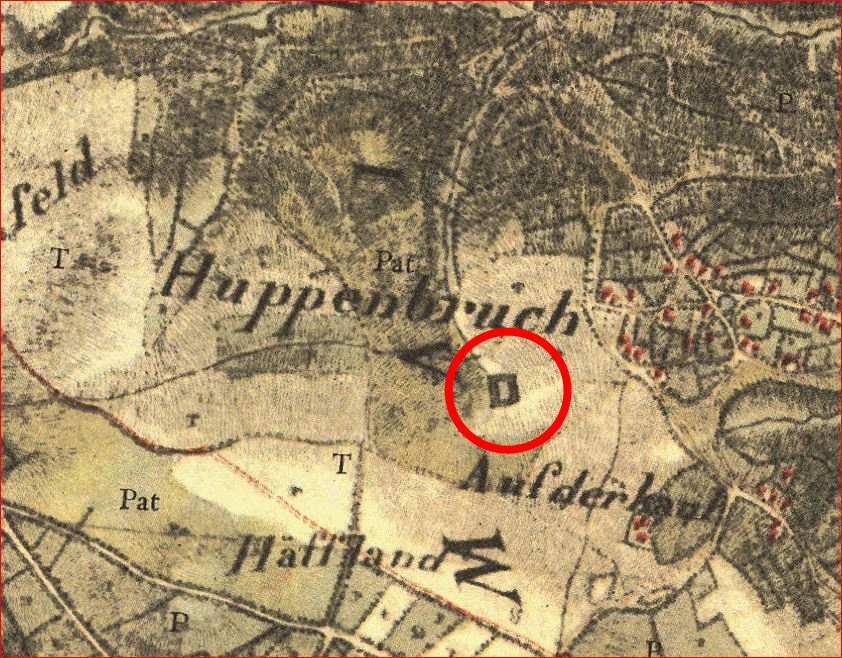
Tranchotkarte
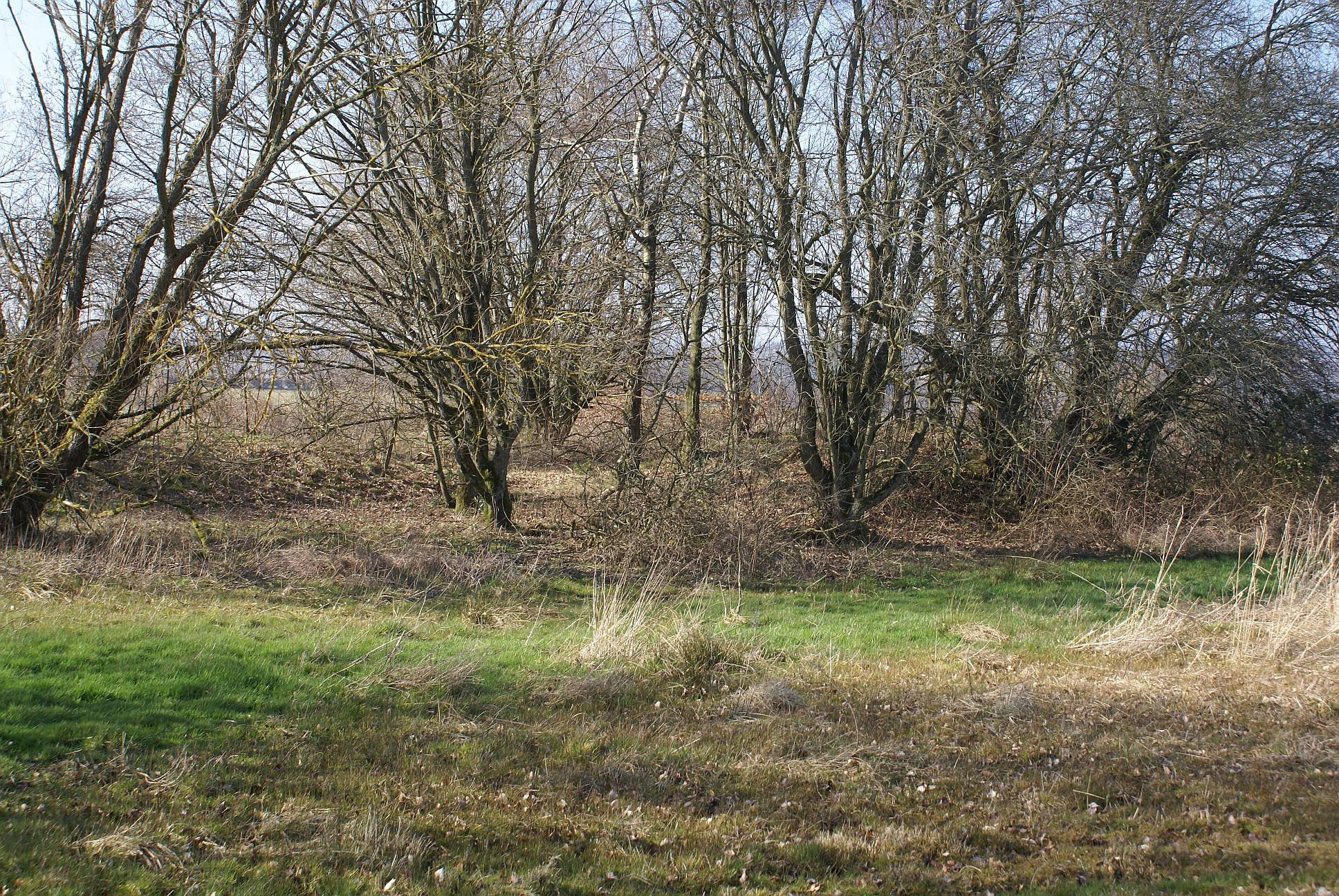
Bodenaufnahme